# Želenice (kraj środkowoczeski)
Želenice – wieś i gmina w Czechach, w powiecie Kladno, w kraju środkowoczeskim. Według danych z dnia 1 stycznia 2014 liczyła 188 mieszkańców.